# 모토아카사카

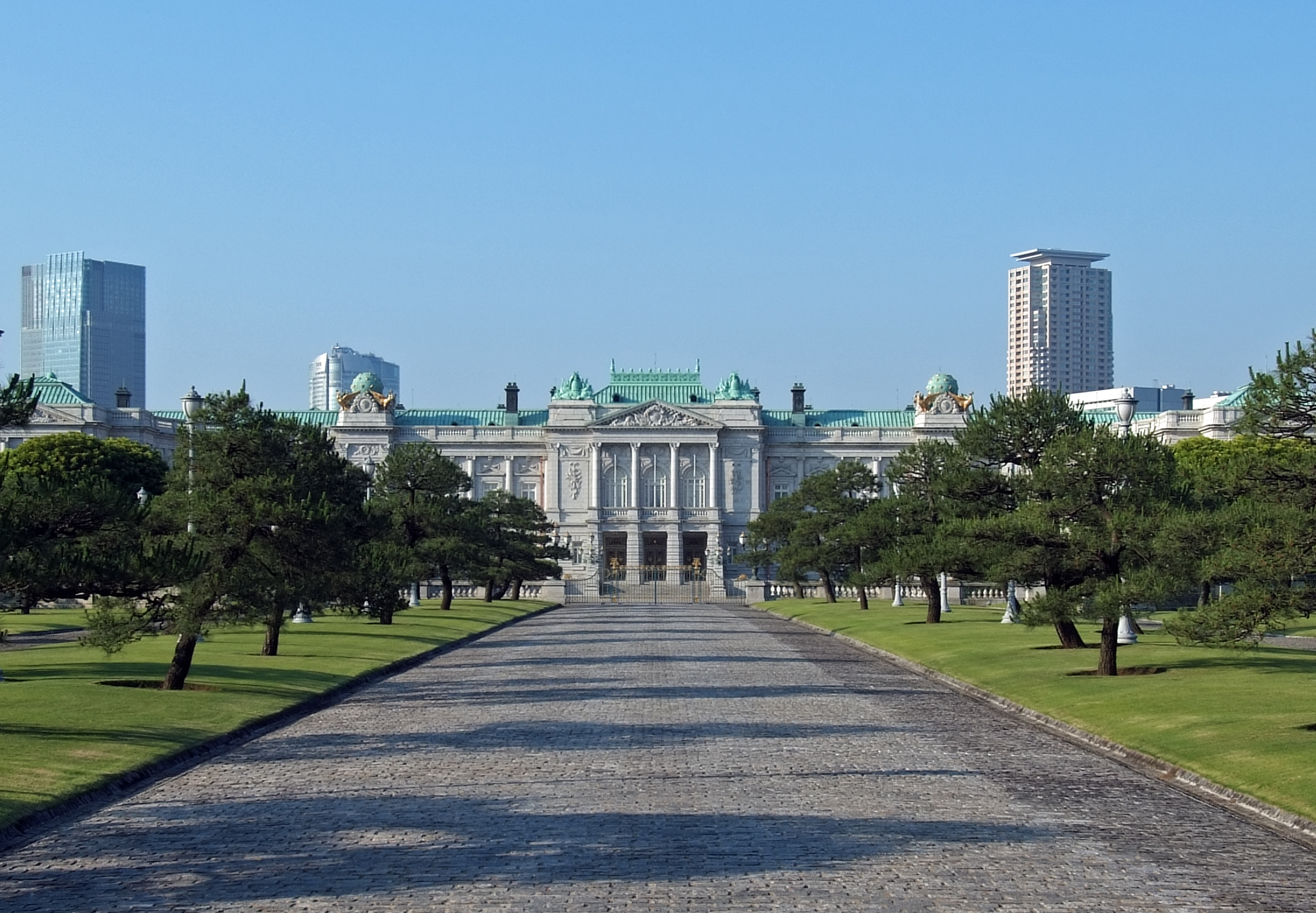

모토아카사카(일본어: 元赤坂)는 일본 도쿄도 미나토구에 있는 지명으로, 영빈관, 도구고쇼 등이 있다.